# I. Mihály epiruszi despota
I. (Dukász) Mihály (Μιχαήλ Κομνηνός Δούκας, Mikhaēl Komnēnos Doukas; 1204–1214) epiruszi despota, az Epiruszi Despotátus alapító uralkodója.
1170 körül született I. Alexiosz bizánci császár leszármazottjaként, II. Iszaakiosz és III. Alexiosz bizánci császárok unokatestvéreként. 1200-01 körül Mülasza és Melanudion kormányzójaként fellázadt III. Alexiosz ellen, de leverték és a szeldzsukokhoz kellett menekülnie. A negyedik keresztes hadjárat alatt, Konstantinápoly 1204-es kifosztása után Montferrati Bonifáchoz csatlakozott, de hamarosan a volt görög provincia, Nikopolisz helytartójának (deszposztész, despota) nyilvánította magát. Országa hamarosan menedékül szolgált sok elűzött görögnek, akik Mihályt mint új Noét tisztelték, aki megmenti a görögöket a latin áradattól. A konstantinápolyi pátriárka mégsem őt, hanem I. Theodórosz nikaiai császárt nyilvánította törvényes bizánci császárnak, és Nikaiában keresett menedéket. Mihály erre elismerte III. Ince pápa főségét Epirusz felett, így elszakadt az ortodox görögöktől. Mikor kiváltotta a fogságba esett III. Alexioszt, uralma még jobban megszilárdult; későbbi krónikások szerint Alexiosz Mihályra és utódaira ruházta az Epirusz fölötti hatalmat.
A második latin császár, Flandriai Henrik követelte Mihály behódolását a Konstantinápolyi Latin Császárságnak, amit ő névlegesen meg is tett, sőt megerősített azzal, hogy lányát a császár bátyjához adta feleségül (1209). Mihály ennek ellenére nem tartotta tiszteletben a szövetséget, bízván abban, hogy Epirusz hegyei bevehetetlenné teszik államát a latin támadókkal szemben. Közben Bonifác montferrati rokonai jelezték igényüket Epiruszra, mire Mihály lepaktált a velenceiekkel, és megtámadta a Thesszalonikéi Királyságot (1210). A despota rendkívül kegyetlenül bánt foglyaival, nem egy esetben latin papokat feszíttetett keresztre, ezért a pápa kiközösítette. Flandriai Henrik még ebben az évben felmentette Thesszalonikét, Mihályt pedig belekényszerítette a felújított névleges szövetségbe.
Mihály figyelme ekkor a latin kézben levő kikötők (Durazzo, Ocrida, Larissa) felé fordult, biztosította maga számára a Konstantinápolyba vezető fő útvonalat, a Via Egnatiát, és elfoglalta a Korinthoszi-öböl kikötőit is. 1214-ben Korkürát (Korfu) is elragadta a velenceiektől, de még abban az évben meggyilkolták.